# Gora Nizkaja
Gora Nizkaja är ett berg i Antarktis. Det ligger i Östantarktis. Australien gör anspråk på området. Toppen på Gora Nizkaja är 100 meter över havet.
Terrängen runt Gora Nizkaja är platt.  Trakten är obefolkad. Det finns inga samhällen i närheten.